# Vật tại Đại hội Thể thao Đông Nam Á 2007

Vật tại Đại hội Thể thao Đông Nam Á năm 2007 được tổ chức tại phòng tập thể thao thuộc Đại học Công nghệ Rajamangala Isan, thành phố Nakhon Ratchasima, Thái Lan từ ngày 7 đến ngày 9 tháng 12 năm 2007, trong khuôn khổ kỳ SEA Games lần thứ 24. Chuơng trình thi đấu đấu diễn ra với với thể loại vật tự do (freestyle) cho nam và nữ, chia theo nhiều hạng cân riêng biệt.
Có 9 bộ huy chương được trao tại môn vật, đoàn thể thao Việt Nam tiếp tục thể hiện thế mạnh tại bộ môn này khi giành được 8 huy chương vàng, nhất toàn đoàn. Huy chương vàng còn lại thuộc về đoàn Indonesia.

## Bảng huy chương
| Hạng | Đoàn        | Vàng | Bạc | Đồng | Tổng |
| ---- | ----------- | ---- | --- | ---- | ---- |
| 1    | Việt Nam    | 8    | 0   | 0    | 8    |
| 2    | Indonesia   | 1    | 2   | 2    | 5    |
| 3    | Philippines | 0    | 4   | 4    | 8    |
| 4    | Thái Lan    | 0    | 3   | 3    | 6    |
| 5    | Campuchia   | 0    | 0   | 4    | 4    |
| 6    | Lào         | 0    | 0   | 3    | 3    |
| Tổng | Tổng        | 9    | 9   | 16   | 34   |

## Tóm tắt kết quả
| Nội dung                         | Vàng             | Bạc                     | Đồng             | Đồng                  |          |
| -------------------------------- | ---------------- | ----------------------- | ---------------- | --------------------- | -------- |
| Vật tự do dưới 55 kg nam         | Phạm Đức Khang   | Ricky Fajar Adi Saputra | Angana Margarito | Cottham Weerapol      | chi tiết |
| Vật tự do từ 55 kg đến 60 kg nam | Bùi Tuấn Anh     | Erikson Tambunan        | Mana-ay Jr Roque | Vongphachanh Vilnkone | chi tiết |
| Vật tự do từ 60 kg đến 66 kg nam | Nguyễn Doãn Dũng | Angana Jimmy            | Chab Loeun       | Shandi Rhomadon       | chi tiết |
| Vật tự do từ 66 kg đến 74 kg nam | Fahrian Syah     | Aragon Alven            | Dorn Saov        | Thatthavong Khonkeo   | chi tiết |
| Vật tự do từ 74 kg đến 84 kg nam | Mẫn Bá Xuân      | Valda Marcus            | Chairat Arthit   | Lothus Malino         | chi tiết |
| Vật tự do dưới 48 kg nữ          | Đặng Thị Vân     | Klahan Sunisa           | Jambora Maribel  | Soundala Phonesavanh  | chi tiết |
| Vật tự do từ 48 kg đến 51 kg nữ  | Phạm Thị Huế     | Thongkam Wilaiwan       | Nuth Srey Roath  | Vergara Ma.Cristina   | chi tiết |
| Vật tự do từ 51 kg đến 55 kg nữ  | Nghiêm Thị Giang | Srithanyarat Anchuli    | Try Sothavy      |                       | chi tiết |
| Vật tự do từ 55 kg đến 59 kg nữ  | Lương Thị Quyên  | Silverio Gemma          | Uraipan Kwanta   |                       | chi tiết |